# Ghorawal
Ghorawal é uma cidade e uma nagar panchayat no distrito de Sonbhadra, no estado indiano de Uttar Pradesh.

## Geografia
Ghorawal está localizada a 24° 46′ N, 82° 47′ L. Tem uma altitude média de 303 metros (994 pés).

## Demografia
Segundo o censo de 2001, Ghorawal tinha uma população de 6478 habitantes. Os indivíduos do sexo masculino constituem 54% da população e os do sexo feminino 46%. Ghorawal tem uma taxa de literacia de 59%, inferior à média nacional de 59.5%: a literacia no sexo masculino é de 69% e no sexo feminino é de 47%. Em Ghorawal, 18% da população está abaixo dos 6 anos de idade.